# Continuació del carreró de les Bruixes
La Continuació del carreró de les Bruixes és una obra de Cervera (Segarra) protegida com a Bé Cultural d'Interès Local.

## Descripció
Es tracta de diversos carrerons ubicats al nucli antic de Cervera, ben propers al nucli antic de la plaça Major, que amb els anys han estat inutilitzats per haver estat ocupats per edificis. Entre aquests destaca el carreró que constituïa la continuació del de les Bruixes, i que fou interromput en part per la construcció de cal Barquero i que desemboca a la part posterior amb el carrer Sant Domènec.

## Història
Els carrerons formaven part de l'entramat urbanístic i defensiu de la Cervera medieval i sovint comunicaven el carrer Major, que constituïa l'espina dorsal de l'antiga vila reial, amb les barbacanes que la flanquejaven.